# Ovidio Murguía de Castro
Ovidio Murguía de Castro, nacido en las Torres de Padrón (Padrón, La Coruña) en el verano de 1871 y fallecido en La Coruña en 1900, fue un pintor español, perteneciente a la llamada Xeración Doente. Era hijo de la escritora Rosalía de Castro y el galleguista Manuel Murguía.

## Biografía
En 1871, fruto de su tercer embarazo, la escritora gallega Rosalía de Castro dio a luz en Lestrove a los gemelos Gala y Ovidio.
Decidido a desarrollar su vocación artística, el primer maestro de Ovidio, en la Real Sociedad Económica de Amigos del País de Santiago de Compostela, fue el pintor José María Fenollera. 
En 1895 viaja a Madrid, instalándose en casa de un familiar, el novelista Alejandro Pérez Lugín, que le inicia en los círculos artísticos y bohemios de la capital española, y donde conocerá a  Eugenio Montero Ríos, que le encarga el proyecto para la decoración del Palacio de Lourizán en Pontevedra. De vocación autodidacta y carácter independiente, el pintor frecuenta el Museo del Prado y se desplaza con frecuencia a la Sierra de Guadarrama donde desarrolla una vocación paisajista de estilo realista, cercano al naturalismo y con cierto espíritu romántico, escapando de los compromisos pictóricos que le busca su padre (retratos para familias burguesas, escenas de género, murales palaciegos, etc.).

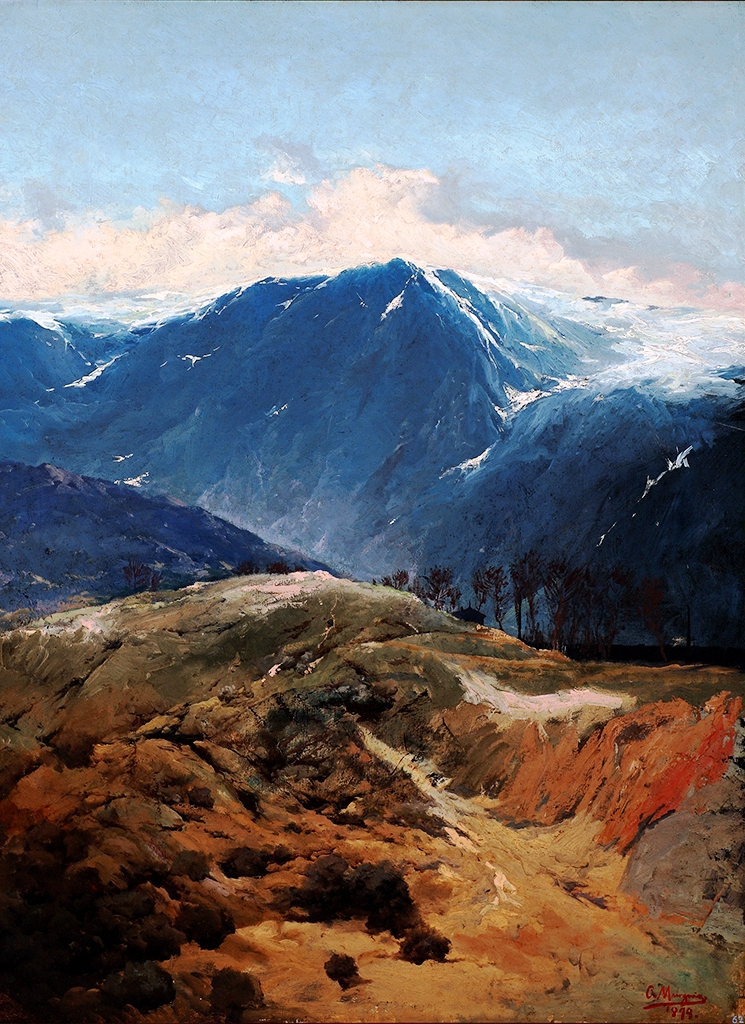
Una de las últimas obras de Ovidio Murguía de Castro: Guadarrama (1898).

Con 28 años muere de tuberculosis en el invierno del año 1900.